# Tuda Mengu
Tuda Mengü, también conocido como Töde Möngke (mongol: Тодмөнх, tártaro: Тәдән Мәнгү), fue el kan de la Horda de Oro entre 1280 y 1287.

## Biografía
Era hijo de Toqoqan, nieto de Batú Kan y hermano de Mengu Timur. Kan piadoso, abandonó el chamanismo animista tradicional de los mongoles para convertirse al islam en 1283. Debido a su religiosidad, Tuda Mengu no intentó expandir su territorio con la agresividad de sus predecesores. Sin embargo, tuvo buenas relaciones con el Sultanato mameluco de Egipto contra el Ilkanato, que era el enemigo infiel de ambos Estados. El historiador persa Rashid al-Din Hamadani escribió que estaba dispuesto a mantener relaciones cordiales con Kublai Kan, y liberó a su hijo Nomuqan. Durante su gobierno se incrementó la influencia de Nogai Kan sobre la Horda de Oro, y colaboró con el segundo ataque al Reino de Hungría en 1284/1285. En 1287 abdicó en su sobrino Telebuga.
Su nombre significa literalmente "luz eterna" en lengua mongola.